# Universitätsbibliothek Graz

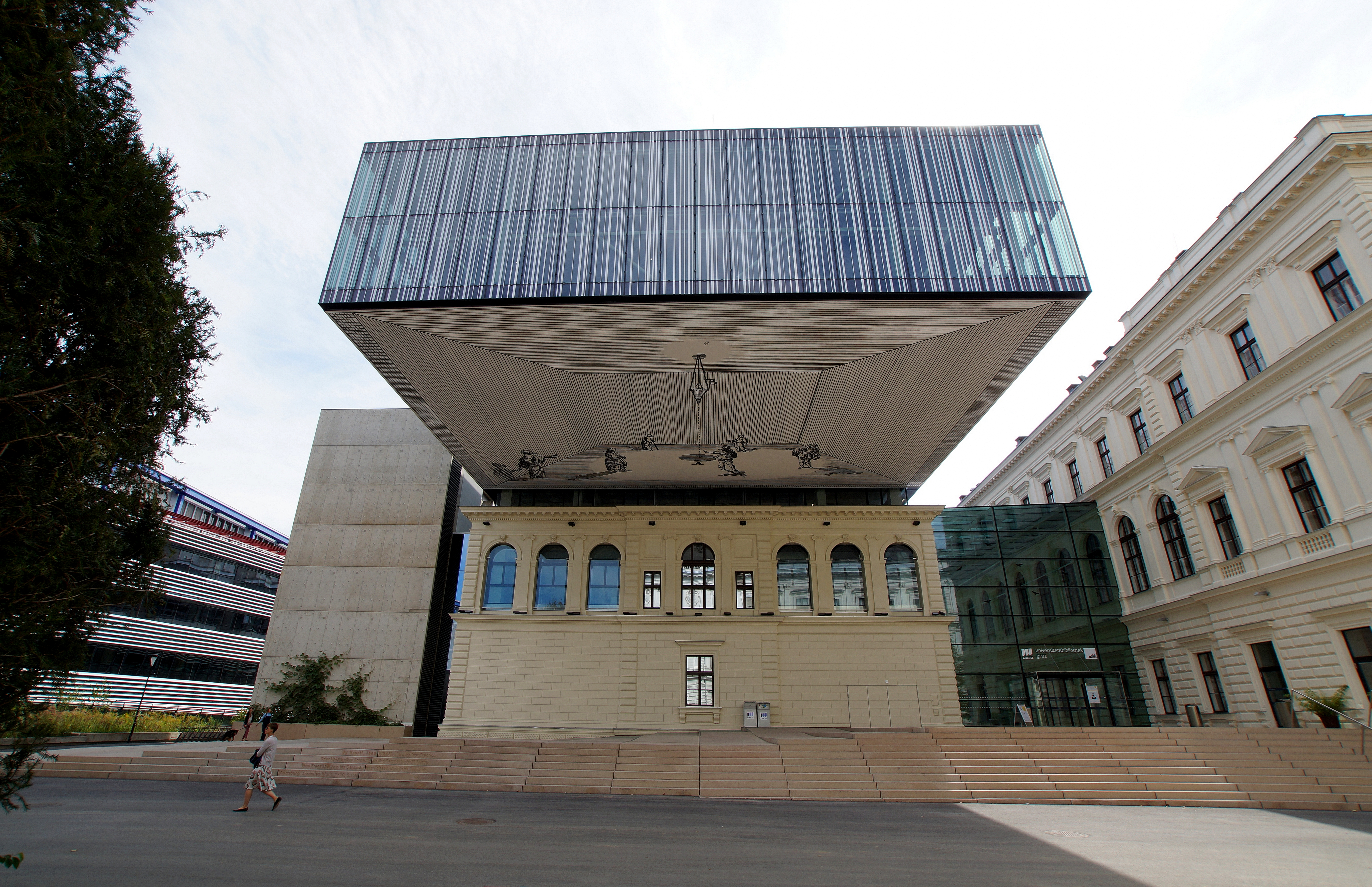
Die Universitätsbibliothek 2020. Rechts schließt das Hauptgebäude der Universität Graz an, links das ReSoWi-Gebäude.

Die Universitätsbibliothek Graz (UB Graz) ist die drittgrößte Bibliothek Österreichs und die größte der Steiermark, für die sie auch das Pflichtexemplar-Recht besitzt. Sie bildet einen Teil der Universität Graz (Karl-Franzens-Universität) und besteht aus der Hauptbibliothek, zwei Fakultätsbibliotheken (für Rechts-, Sozial- und Wirtschaftswissenschaften und für Theologie) sowie verschiedenen Fachbibliotheken und Beständen an Instituten. Sie ist der Öffentlichkeit zugänglich.

## Geschichte

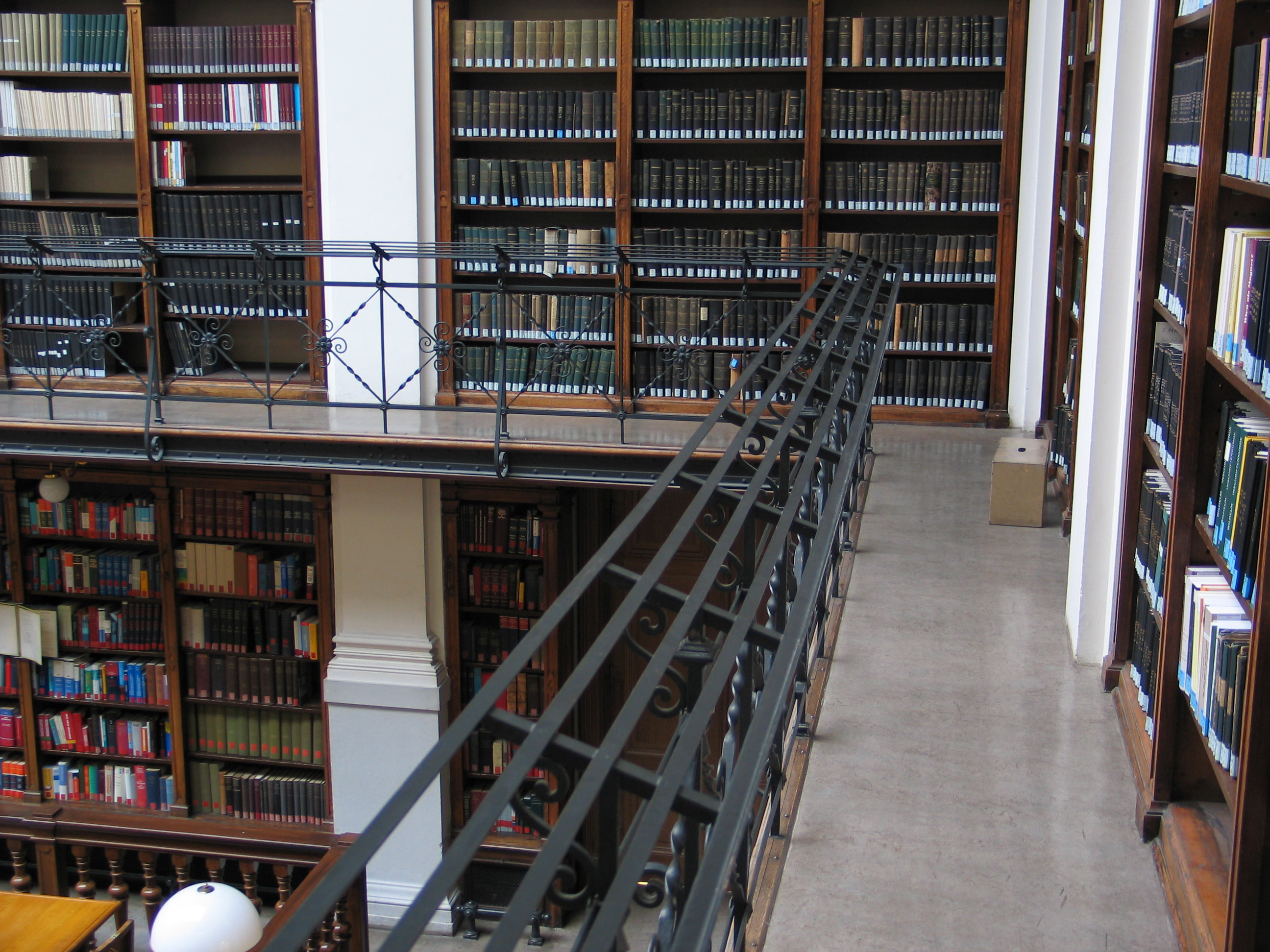
Galerie des Lesesaals

### Die Bibliothek der Jesuitenuniversität
Die Universitätsbibliothek Graz verdankt ihren Ursprung der Gegenreformation. Seit 1571 waren Jesuiten in der mehrheitlich protestantischen Stadt Graz, wo sie nach dem Wunsch des Landesfürsten Erzherzog Karl II. die Rekatholisierung betrieben. Zu diesem Zweck wurde 1573 neben dem Dom ein Jesuitenkollegium mit einer angeschlossenen Schule gegründet, die auch über eine eigene Bibliothek verfügte. 1585 wurde diese Schule von Papst Gregor XIII. als Jesuitenuniversität bestätigt, wodurch die Bibliothek den Status einer Universitätsbibliothek erhielt. Sie wuchs rasch durch den Zugang von Büchern aus aufgelassenen Klöstern sowie durch Schenkungen und Ankäufe. Wie die Universität selbst, die im Wesentlichen aus einer theologischen Fakultät bestand, war auch für die Bibliothek die Theologie der wichtigste Sammelschwerpunkt, der jedoch nicht auf katholische Werke beschränkt war. Auch zahlreiche naturwissenschaftliche Schriften waren im Bestand vertreten, was wohl auf den Einfluss des Mathematikers Paul Guldin zurückzuführen ist, der Professor an der Jesuitenuniversität Graz war. Diese fand durch die Aufhebung des Jesuitenordens 1773 ein Ende und wurde in eine staatliche Universität umgewandelt.

### Die staatliche Universitätsbibliothek
1775 wurde durch kaiserliches Dekret die Universität Graz offiziell neu gegründet und zusammen mit ihrer Bibliothek in die staatliche Verwaltung übernommen. Allerdings waren die meisten kaiserlichen Beamten, die Universität samt Bibliothek verwalteten, ehemalige Jesuiten. 1781 wurde die Bibliothek nach baulichen Adaptierungen ihrer neuen Räumlichkeiten wieder eröffnet und war damit erstmals öffentlich zugänglich. Ein großes Problem stellte der Verlust des aus 28 Bänden bestehenden Bibliothekskatalogs, der vermutlich dem Groll der Jesuiten zum Opfer gefallen war, dar. Dieser wurde bis heute nicht aufgefunden. Der Bücherzuwachs aus aufgelassenen Jesuitenbibliotheken verschärfte das Chaos noch.

### Die Lyzeumsbibliothek
Wie etliche weitere Universitäten wurde auch die Grazer Universität 1782 von Kaiser Josef II auf den Status eines Lyzeums herabgestuft. Der Bestand der Bibliothek wuchs gleichwohl weiter an.

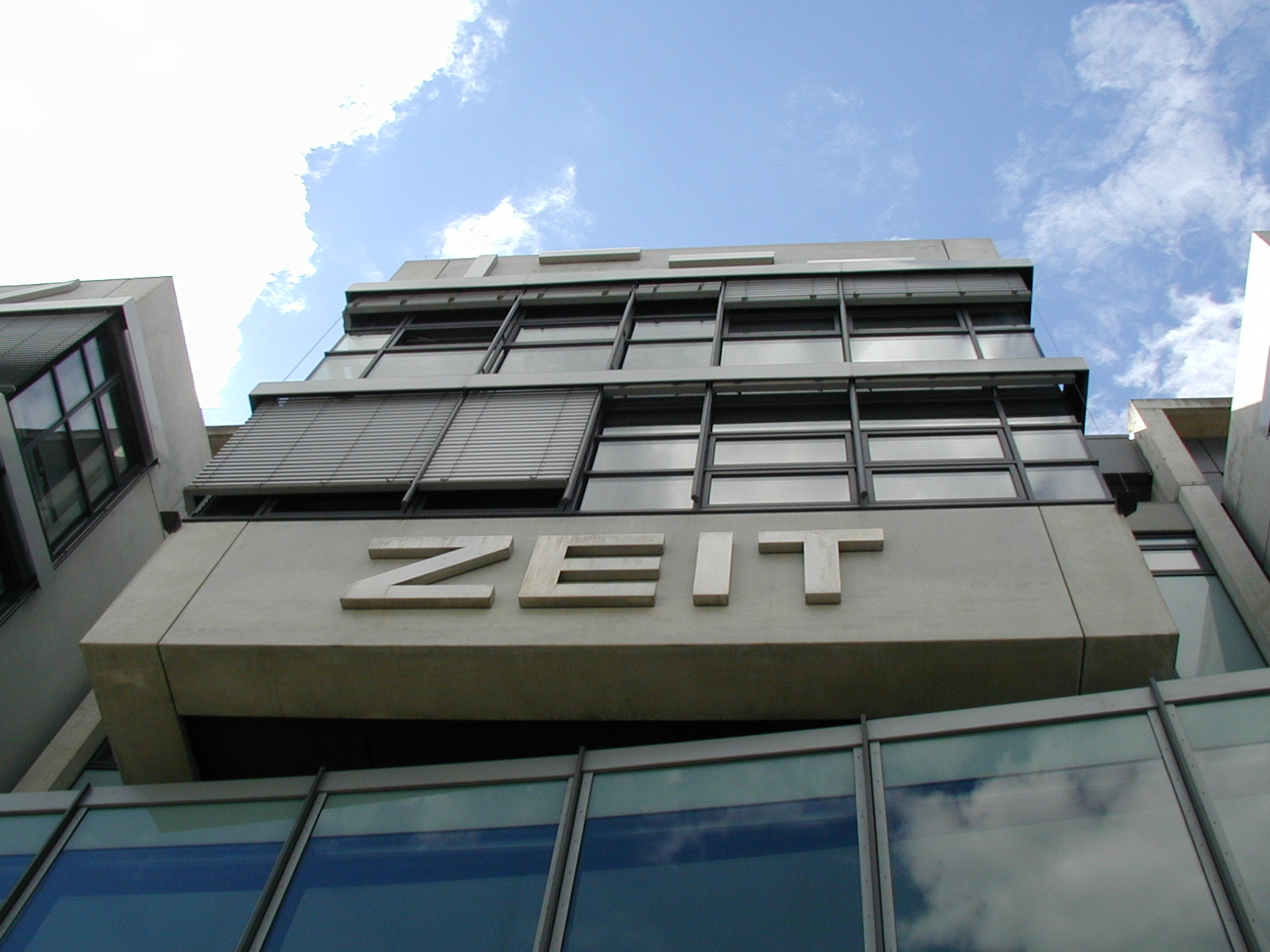
Ausschnitt aus der Fassade des Zubaus von 1994–96 (2017 wieder abgetragen)

### Die wiedererrichtete Universitätsbibliothek
Am 19. April 1827, 45 Jahre später, wurden die alten Rechte durch Kaiser Franz I. wiederhergestellt. Seitdem führt die Universität nach ihren Gründern den Namen Karl-Franzens-Universität Graz. Da mit der Wiedererrichtung der Universität die Auflage verbunden war, dem Staat keine zusätzlichen Kosten zu verursachen, blieb die Universitätsbibliothek für ihre Bestandserweiterung auch weiterhin auf Nachlässe und Schenkungen angewiesen. Erst als 1870 der Personalstand von drei auf sechs Bedienstete aufgestockt und die Dotation von 830 auf 4.000 Gulden erhöht wurde, konnte die Bibliothek ihre Aufgaben erstmals nach langer Zeit wieder einigermaßen erfüllen.

### Von der Übersiedlung bis zum Ende des Zweiten Weltkriegs
Bedingt durch die räumliche Enge der Universität in der Grazer Innenstadt wurde ab 1891 am Stadtrand (im heutigen Bezirk Geidorf) ein Neubau begonnen, wobei die einzelnen Gebäude zu unterschiedlichen Zeiten in Betrieb genommen wurden. Die Bibliothek übersiedelte vom 9. bis 22. September 1895 mit 135.000 Bänden ins Hauptgebäude der neuen Universität. 1914 wurde der an die nordöstliche Längsseite des zentralen Lesesaals grenzende Verwaltungstrakt aufgestockt. Die weitere Entwicklung der Bibliothek erlitt durch beide Weltkriege Rückschläge in der Bestandsvermehrung und der Verwaltung. Zum Schutz vor den Luftangriffen auf Graz wurden 1944 60.000 Bände ausgelagert. Am 22. Oktober 1945 erfolgte die Wiedereröffnung. 4.500 Bände (darunter 200 Handschriften) fielen dem Zweiten Weltkrieg zum Opfer.

### Die jüngste Entwicklung

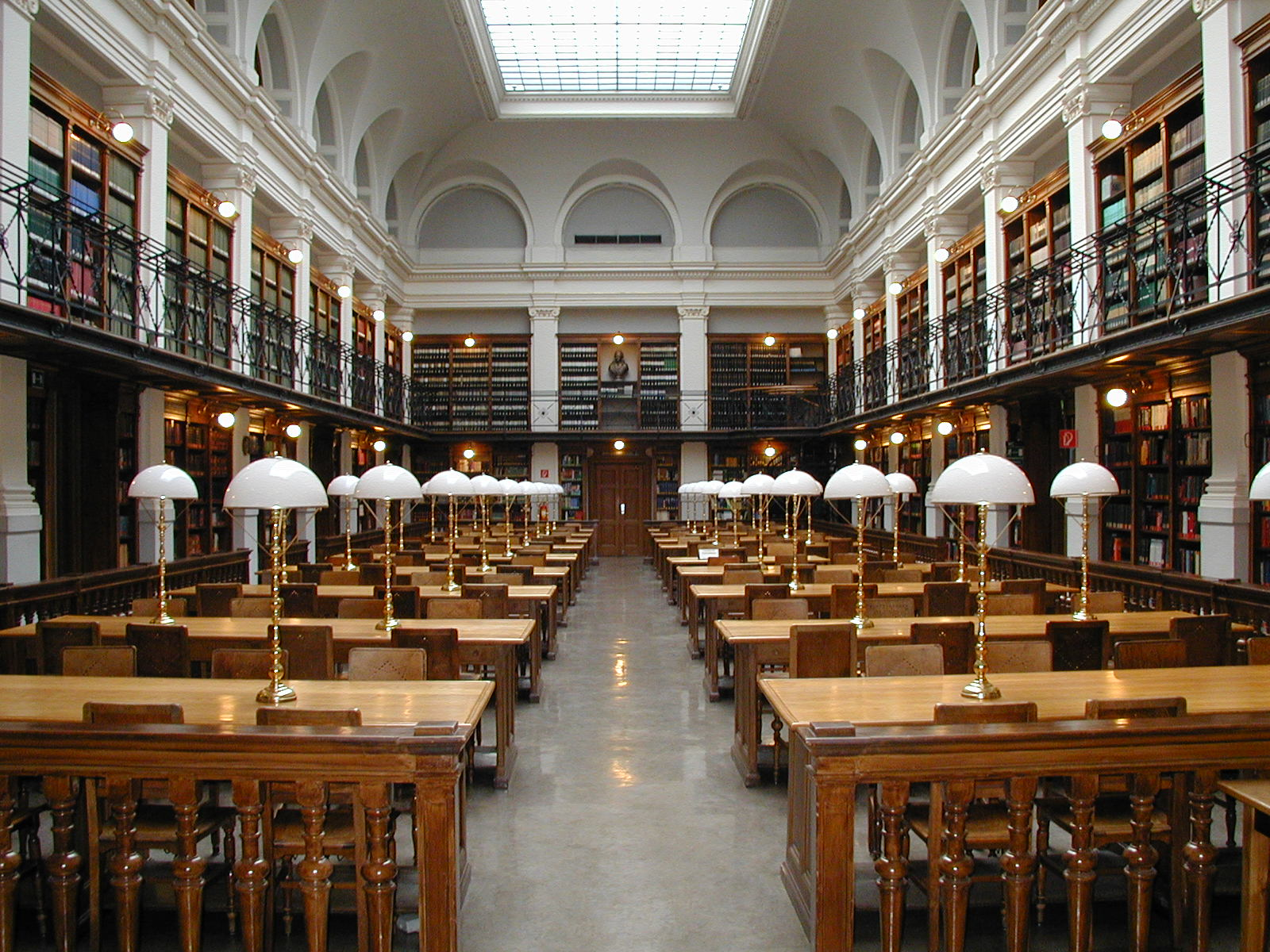
Der historische Lesesaal der UB Graz im Stil der Neo-Renaissance

Die zweite Hälfte des 20. Jahrhunderts war vor allem durch bauliche Veränderungen und eine zunehmende Dezentralisierung geprägt. 1950 wurden die beiden Nahmagazine hinter den Schmalseiten des Lesesaales im Südosten durch einen großen Magazins-Zubau ergänzt. 1970 erhielt die Bibliothek im Nordwesten einen Zubau mit einer Eingangshalle und einem direkten Zugang von außen. 1994 bis 1996 erfolgte der Bau des ReSoWi-Zentrums, das die zur Universitätsbibliothek gehörende Rechts-, Sozial- und Wirtschaftswissenschaftliche Fakultätsbibliothek beherbergt. Gleichzeitig entstand auch ein großer Zubau zum Hauptgebäude, der ausschließlich der Universitätsbibliothek zur Verfügung steht. Zusätzlich zum Ausbau der Hauptbibliothek wurden auch räumlich entfernte Fachbibliotheken errichtet, beispielsweise im Universitätszentrum Wall in der Merangasse. 1996 wurde eine Mediathek für audiovisuelle Medien eingerichtet. Infolge der Aufspaltung der Universität wurden die bisherigen medizinischen Teilbibliotheken im Jahre 2004 zu einer eigenständigen Universitätsbibliothek. Zusammen mit der UB Innsbruck und der UB Wien übernahm die UB Graz die Führung bei der Bildung von nationalen und internationalen Konsortien zur kostengünstigeren gemeinsamen Nutzung elektronischer Zeitschriften und Bücher. Zwischen Juli 2005 und Juni 2008 war an der UB Graz die „Kooperation E-Medien Österreich“ eingerichtet. Die UB Graz ist auch maßgeblich am Projekt Austrian Literature Online zur Digitalisierung der österreichischen Literatur beteiligt.

### Umbau der Bibliothek 2017–2019
Unter dem Motto „UB wird neu“ begannen im Frühjahr 2017 umfassende Umbau- und Sanierungsarbeiten. Der Zubau aus den 1970ern wurde abgerissen, statt diesem wurde ein zweigeschoßiger Komplex errichtet, welcher auf dem historischen Gebäude von 1895 aufsitzt und im September 2019 eröffnet wurde. Ebenfalls wurde die Originalfassade von 1895, die sich hinter den Zubau versteckt hat, wieder hergestellt. Der Komplex wurde nach einem Entwurf des Grazer Architekturbüros Atelier Thomas Pucher realisiert. Der Neubau bietet neben Lern- und Seminarräumen auch ein Kinderzimmer und eine rund um die Uhr zugängliche „24/7 Lernzone“. Ebenfalls neu ist ein Hörsaal mit 430 Sitzplätzen. Im Zuge einer Fundraising-Aktion konnten mit der Universität Graz verbundene Privatpersonen einen Sitzplatz im Hörsaal stiften.

## Personal
Bei der Übernahme in die Staatlichkeit bekam die Universitätsbibliothek zwei Bedienstete (den Direktor und einen Bibliotheksdiener). Zu Beginn des 20. Jahrhunderts bestand das Personal aus 17 Personen, von denen acht wissenschaftliche Beamte waren. Um 2000 gab es 120 Mitarbeiter, heute (2021) 140.
| Die Direktoren der Universitätsbibliothek Graz seit der Staatlichkeit | |
| 1773–1774                                                             | Josef Bardarini (1708–1791), Professor für Theologie und Philosophie, Rektor |
| 1775–1778                                                             | Richard Tecker (1732–1798), Professor für Dogmatik |
| 1778–1783                                                             | Franz de Paula Tomicich (1729–?), Professor für kanonisches Recht, Rektor |
| 1783–1797                                                             | Augustin Herz |
| 1798–1814                                                             | Josef Alois Jüstel (1765–1858), Professor für Moraltheologie, Rektor |
| 1817–1832                                                             | Markus Sandmann (1764–1832), Schriftsteller |
| 1833–1852                                                             | Johann Krausler (?–1852) |
| 1853–1861                                                             | Leopold Michelitsch |
| 1861–1866                                                             | Karl Kreutzer |
| 1866–1880                                                             | Ignaz Tomaschek |
| 1880–1895                                                             | Alois Müller (1835–1901), Hebraist |
| 1895–1903                                                             | Wilhelm Haas (* 1842; † 1918), danach Direktor der Universitätsbibliothek Wien |
| 1903–1910                                                             | Anton Schlossar (1849–1942), Jurist |
| 1910–1919                                                             | Johannes Peisker (1851–1933), später Professor für Sozial- und Wirtschaftsgeschichte in Prag |
| 1919–1924                                                             | Ferdinand Eichler (1863–1945), Philologe und Professor für Bibliothekswissenschaft |
| 1924–1933                                                             | Jakob Fellin (1869–1951) |
| 1934–1945                                                             | Franz Gosch (1884–1952), Archäologe und Slawist |
| 1945–1953                                                             | Wolfgang Benndorf (1901–1959) |
| 1954–1971                                                             | Erhard Glas (1906–1992) |
| 1972–1988                                                             | Franz Kroller (1923–2000), Jurist |
| 1989–2006                                                             | Sigrid Reinitzer (* 1941) |
| 2004–2020                                                             | Werner Schlacher (* 1955) |
| 2021–                                                                 | Pamela Stückler (* 1973), studierte Deutsche Philologie und Theaterwissenschaften in Wien, leitete zuvor in der UB Wien die Abteilungen Wertvolle und alte Bestände, Öffentlichkeitsarbeit und Digitalisierung |

## Bestand

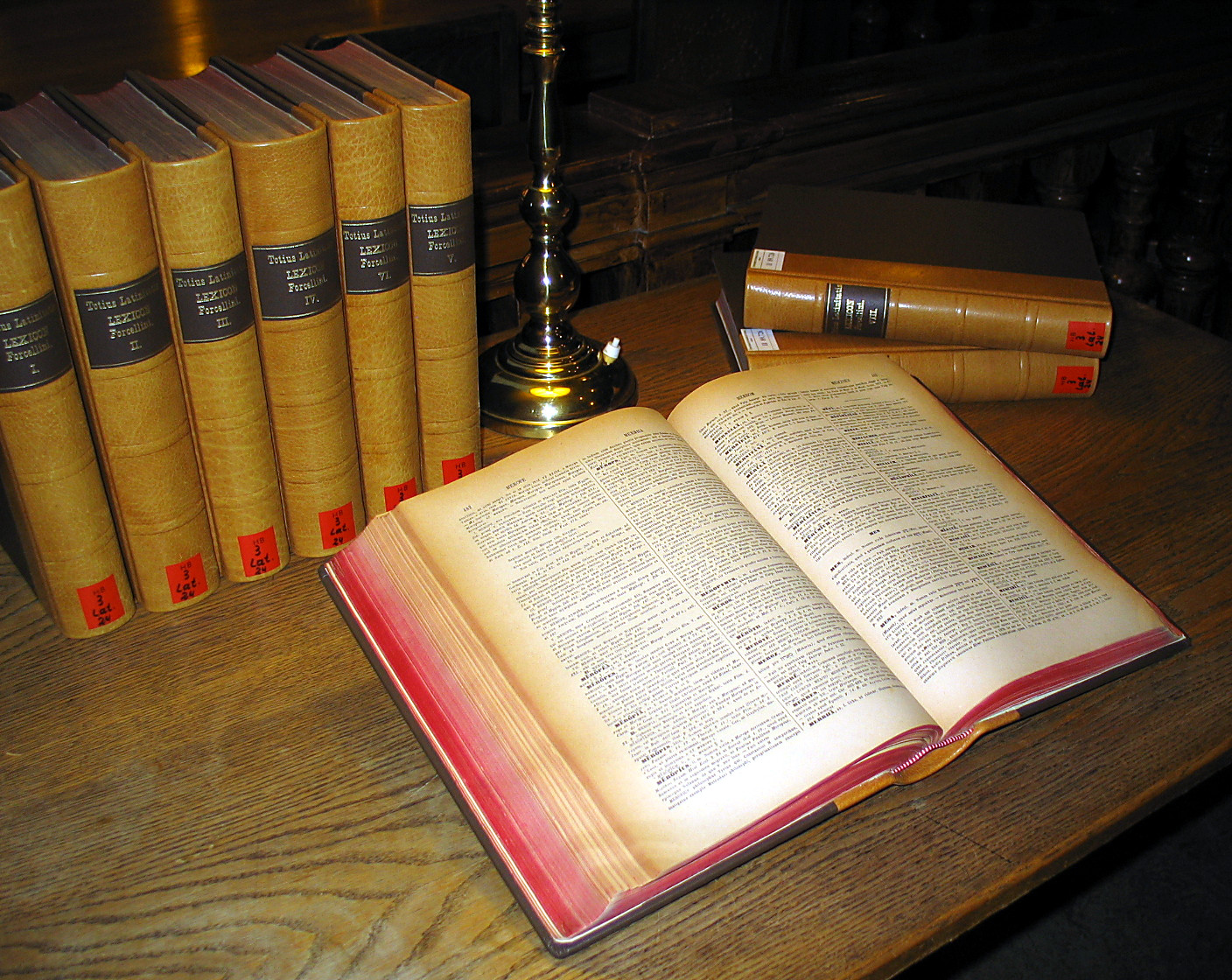
Ein mehrbändiges Lateinisches Wörterbuch der Universitätsbibliothek Graz

Der Buchbestand der älteren Universitätsbibliothek ist historisch unsicher. Für das Jahr 1773 gibt es eine Angabe von 10.000 Bänden, für 1776 eine andere von 42.000 Bänden. Später sollen es nach anderen, wohl ebenso unverlässlichen Quellen wieder weniger und 1839 bereits 50.000 Bände gewesen sein. Eine Zählung 1860 ergab einen Bestand von etwa 38.000 gedruckten (z. T. mehrbändigen) Werken. 100.000 Bände wurde etwa 1879 erreicht, 200.000 in den ersten Jahren des 20. Jahrhunderts. Zur Jahrtausendwende umfasste der Gesamtbestand der Universitätsbibliothek Graz fast 3 Millionen gedruckte Bände, über 2000 Handschriften, etwa 1200 Inkunabeln, zahlreiche Gelehrten-Nachlässe sowie etwa 1400 laufende Zeitschriften. 2020 verfügte die Universitätsbibliothek Graz über einen Gesamtbestand von mehr als vier Millionen Medien. 

## Sondersammlungen
Die Abteilung für Sondersammlungen verwaltet die Handschriften und alle bis 1900 gedruckten Werke. Zu den bemerkenswertesten Handschriften aus Pergament gehören die fünf ältesten georgischen Handschriften aus dem 7. bis 11. Jahrhundert. Sie stammen aus dem Katharinenkloster am Fuße des Berges Sinai. Zu den bedeutendsten Papierhandschriften zählen Briefe von Johannes Kepler an Paul Guldin.
Auch 42 Papyrus-Handschriften aus Oxyrhynchos und Hibeh verdienen Erwähnung. Denn hier gelang der Restauratorin Theresa Zammit Lupi 2023 ein Sensationsfund. In einem der Papyri aus dem Jahr 260 v. Chr. fand sie einen Faden, ein Hinweis auf eine Bindung in Kodex-Form. Es ist der bisher älteste Hinweis auf diese Vorform des Buches. Die Papyri stammen aus Ausgrabungen der britischen Egypt Exploration Society aus den Jahren 1896 bis 1907 und gelangten nach Graz als Gegenleistung für eine finanzielle Unterstützung der Ausgrabungen durch die Stadt. Der größte Teil der Funde befindet sich heute im Ashmolean Museum in Oxford, im British Museum in London und im Ägyptischen Museum in Kairo. 